# Spencer Foo
Spencer Foo, född 19 maj 1994, är en kinesisk-kanadensisk professionell ishockeyforward som är kontrakterad till Calgary Flames i National Hockey League (NHL) och spelar för deras primära samarbetspartner Stockton Heat i American Hockey League (AHL). Han har tidigare spelat på lägre nivå för Union Dutchmen i National Collegiate Athletic Association (NCAA).
Foo blev aldrig draftad.

## Statistik
| 2007–2008   | CAC Canadians          |             | 32  | 20 | 33 | 53  | 30 | — | — | — | — | — |
|             | CAC Canadians          | AMBHL       | 2   | 1  | 0  | 1   | 0  | — | — | — | — | — |
| 2008–2009   | CAC Canadians          | AMBHL       | 33  | 11 | 15 | 26  | 18 | — | — | — | — | — |
| 2009–2010   | CAC Canadians          | AMMHL       | 30  | 17 | 26 | 43  | 41 | — | — | — | — | — |
| 2010–2011   | CAC Edmonton Canadians | AMHL        | 34  | 6  | 21 | 27  | 30 | — | — | — | — | — |
| 2011–2012   | CAC Edmonton Canadians | AMHL        | 34  | 10 | 15 | 25  | 34 | — | — | — | — | — |
| 2012–2013   | Bonnyville Pontiacs    | AJHL        | 55  | 13 | 17 | 30  | 59 | 9 | 1 | 1 | 2 | 2 |
| 2013–2014   | Bonnyville Pontiacs    | AJHL        | 60  | 40 | 27 | 67  | 67 | 3 | 4 | 1 | 5 | 2 |
| 2014–2015   | Union Dutchmen         | NCAA        | 39  | 11 | 14 | 25  | 24 | — | — | — | — | — |
| 2015–2016   | Union Dutchmen         | NCAA        | 36  | 12 | 13 | 25  | 14 | — | — | — | — | — |
| 2016–2017   | Union Dutchmen         | NCAA        | 38  | 26 | 36 | 62  | 24 | — | — | — | — | — |
| 2017–2018   | Calgary Flames         | NHL         | 1   | 0  | 0  | 0   | 0  | — | — | — | — | — |
|             | Stockton Heat          | AHL         | 59  | 20 | 17 | 37  | 31 | — | — | — | — | — |
| NHL totalt  | NHL totalt             | NHL totalt  | 1   | 0  | 0  | 0   | 0  | — | — | — | — | — |
| AHL totalt  | AHL totalt             | AHL totalt  | 59  | 20 | 17 | 37  | 31 | — | — | — | — | — |
| NCAA totalt | NCAA totalt            | NCAA totalt | 113 | 49 | 63 | 112 | 62 | — | — | — | — | — |